# Бахчівка
Бахчі́вка (до 1944 року — Аксака́л-Меркі́т, крим. Aqsaqal Merkit) — село Перекопського району Автономної Республіки Крим. Розташоване на південному заході району.
Відстань від райцентру до населеного пункта становить 48 кілометрів по прямій.

## Населення
За даними перепису 2001 року населення села становило 203 особи, з них 56,65 % зазначили рідною російську мову, 29,06 % — кримськотатарську, а 14,29 % — українську.